# Oropolí
Oropolí è un comune dell'Honduras facente parte del dipartimento di El Paraíso.
Già esistente nel 1791, venne levato al rango di comune nel 1865.